# Bezirk Melk
Der Bezirk Melk ist ein Verwaltungsbezirk des Landes Niederösterreich.
Sitz der Bezirkshauptmannschaft ist Melk, Außenstellen befinden sich in Pöggstall und Ybbs.

## Geschichte
Der Bezirk Melk wurde 1896 aus Teilen der Bezirke Scheibbs (ehemaliger Gerichtsbezirk Mank), Amstetten (Gerichtsbezirk Ybbs in den damaligen Grenzen) und St. Pölten (Gerichtsbezirk Melk in den damaligen Grenzen) gebildet (RGBl. Nr. 135/1896).
1939 kam der Großteil des aufgelassenen Bezirkes Pöggstall (ehemalige Gerichtsbezirke Pöggstall und Persenbeug) dazu.
1951 bis 1971 bestand in Pöggstall eine Politische Expositur.

2022 bestellte die Landesregierung Daniela Obleser, bisher Bezirkshauptfrau in Waidhofen an der Thaya, als Nachfolgerin von Norbert Haselsteiner ab dem 1. Oktober 2022 zur Bezirkshauptfrau von Melk.

## Geografie
Der Bezirk grenzt im Norden an den Bezirk Zwettl an, im Nordosten an den Bezirk Krems, im Osten an den Bezirk St. Pölten, im Süden an den Bezirk Scheibbs, im Südwesten an den Bezirk Amstetten und im Westen an Oberösterreich. Außenstellen der Bezirkshauptmannschaft befinden sich in Pöggstall und Ybbs.
Der Teil nördlich der Donau zählt landschaftlich zum Waldviertel, derjenige  südlich der Donau zum Mostviertel. Für die Raumplanung des Landes gehört er fast vollständig zur  Hauptregion Mostviertel mit Ausnahme von drei Gemeinden (Melk, Emmersdorf an der Donau und Schönbühel-Aggsbach), die zur Hauptregion NÖ-Mitte gehören.

### Nachbarbezirke
|                                    | Bezirk Zwettl                               | Bezirk Krems-Land      |
| Bezirk Perg (OÖ), Bezirk Amstetten | Kompassrose, die auf Nachbargemeinden zeigt | Bezirk St. Pölten-Land |
|                                    | Bezirk Scheibbs                             |                        |

## Angehörige Gemeinden
Der Bezirk Melk umfasst 40 Gemeinden, darunter sind 4 Städte und 27 Marktgemeinden.

Gemeinden des Bezirks Melk

| Gemeinde                | Lage | Ew    | km²   | Ew / km² | Gerichtsbezirk | Region                 | Typ             | Foto | Metadaten         |
| ----------------------- | ---- | ----- | ----- | -------- | -------------- | ---------------------- | --------------- | ---- | ----------------- |
| Artstetten-Pöbring      |      | 1.269 | 27,32 | 46       | Melk           | Donautal               | Markt- gemeinde | ja   | Gem.Kennz.: 31502 |
| Bergland                |      | 1.877 | 33,86 | 55       | Melk           | Inregion               | Gemeinde        | ja   | Gem.Kennz.: 31503 |
| Bischofstetten          |      | 1.208 | 19,00 | 64       | Melk           | Hoch6                  | Markt- gemeinde | ja   | Gem.Kennz.: 31504 |
| Blindenmarkt            |      | 2.768 | 17,05 | 162      | Melk           | Donau-Ybbsfeld         | Markt- gemeinde | ja   | Gem.Kennz.: 31505 |
| Dorfstetten             |      | 563   | 33,12 | 17       | Melk           | Südliches Waldviertel  | Gemeinde        | ja   | Gem.Kennz.: 31506 |
| Dunkelsteinerwald       |      | 2.422 | 54,19 | 45       | Melk           | Dunkelsteinerwald      | Markt- gemeinde | ja   | Gem.Kennz.: 31507 |
| Emmersdorf an der Donau |      | 1.784 | 29,81 | 60       | Melk           |                        | Markt- gemeinde | ja   | Gem.Kennz.: 31553 |
| Erlauf                  |      | 1.139 | 9,69  | 117      | Melk           | Pöchlarn-Nibelungengau | Markt- gemeinde | ja   | Gem.Kennz.: 31508 |
| Golling an der Erlauf   |      | 1.488 | 2,71  | 549      | Melk           | Pöchlarn-Nibelungengau | Markt- gemeinde | ja   | Gem.Kennz.: 31509 |
| Hofamt Priel            |      | 1.708 | 39,63 | 43       | Melk           | Five4You               | Gemeinde        | ja   | Gem.Kennz.: 31511 |
| Hürm                    |      | 2.013 | 36,08 | 56       | Melk           | Hoch6                  | Markt- gemeinde | ja   | Gem.Kennz.: 31513 |
| Kilb                    |      | 2.587 | 45,18 | 57       | Melk           | Hoch6                  | Markt- gemeinde | ja   | Gem.Kennz.: 31514 |
| Kirnberg an der Mank    |      | 1.109 | 17,67 | 63       | Melk           | Hoch6                  | Gemeinde        | ja   | Gem.Kennz.: 31515 |
| Klein-Pöchlarn          |      | 1.059 | 6,90  | 154      | Melk           | Donautal               | Markt- gemeinde | ja   | Gem.Kennz.: 31516 |
| Krummnußbaum            |      | 1.686 | 10,07 | 167      | Melk           | Pöchlarn-Nibelungengau | Markt- gemeinde | ja   | Gem.Kennz.: 31517 |
| Leiben                  |      | 1.343 | 12,53 | 107      | Melk           | Donautal               | Markt- gemeinde | ja   | Gem.Kennz.: 31519 |
| Loosdorf                |      | 3.890 | 11,89 | 327      | Melk           | Schallaburg            | Markt- gemeinde | ja   | Gem.Kennz.: 31520 |
| Mank                    |      | 3.354 | 33,39 | 100      | Melk           | Hoch6                  | Stadt- gemeinde | ja   | Gem.Kennz.: 31521 |
| Marbach an der Donau    |      | 1.699 | 10,66 | 159      | Melk           | Donautal               | Markt- gemeinde | ja   | Gem.Kennz.: 31522 |
| Maria Taferl            |      | 979   | 12,17 | 80       | Melk           | Donautal               | Markt- gemeinde | ja   | Gem.Kennz.: 31523 |
| Melk                    |      | 5.674 | 25,70 | 221      | Melk           |                        | Stadt- gemeinde | ja   | Gem.Kennz.: 31524 |
| Münichreith-Laimbach    |      | 1.630 | 38,82 | 42       | Melk           | Südliches Waldviertel  | Gemeinde        | ja   | Gem.Kennz.: 31525 |
| Neumarkt an der Ybbs    |      | 2.120 | 9,31  | 228      | Melk           | Five4You               | Markt- gemeinde | ja   | Gem.Kennz.: 31527 |
| Nöchling                |      | 1.027 | 19,58 | 52       | Melk           | Südliches Waldviertel  | Markt- gemeinde | ja   | Gem.Kennz.: 31528 |
| Persenbeug-Gottsdorf    |      | 2.158 | 8,32  | 260      | Melk           | Five4You               | Markt- gemeinde | ja   | Gem.Kennz.: 31530 |
| Petzenkirchen           |      | 1.612 | 2,92  | 552      | Melk           | Inregion               | Markt- gemeinde | ja   | Gem.Kennz.: 31531 |
| Pöchlarn                |      | 4.025 | 17,92 | 225      | Melk           | Pöchlarn-Nibelungengau | Stadt- gemeinde | ja   | Gem.Kennz.: 31533 |
| Pöggstall               |      | 2.390 | 58,92 | 41       | Melk           | Südliches Waldviertel  | Markt- gemeinde | ja   | Gem.Kennz.: 31534 |
| Raxendorf               |      | 1.025 | 36,24 | 28       | Melk           | Südliches Waldviertel  | Markt- gemeinde | ja   | Gem.Kennz.: 31535 |
| Ruprechtshofen          |      | 2.342 | 30,57 | 77       | Melk           |                        | Markt- gemeinde | ja   | Gem.Kennz.: 31537 |
| Schollach               |      | 1.071 | 19,70 | 54       | Melk           | Schallaburg            | Gemeinde        | ja   | Gem.Kennz.: 31543 |
| Schönbühel-Aggsbach     |      | 942   | 28,37 | 33       | Melk           | Dunkelsteinerwald      | Markt- gemeinde | ja   | Gem.Kennz.: 31542 |
| St. Leonhard am Forst   |      | 3.053 | 43,50 | 70       | Melk           | Melktal                | Markt- gemeinde | ja   | Gem.Kennz.: 31539 |
| St. Martin-Karlsbach    |      | 1.621 | 24,91 | 65       | Melk           | Five4You               | Markt- gemeinde | ja   | Gem.Kennz.: 31540 |
| St. Oswald              |      | 1.129 | 32,15 | 35       | Melk           | Südliches Waldviertel  | Gemeinde        | ja   | Gem.Kennz.: 31541 |
| Texingtal               |      | 1.697 | 32,45 | 52       | Melk           | Hoch6                  | Gemeinde        | ja   | Gem.Kennz.: 31551 |
| Weiten                  |      | 1.109 | 28,54 | 39       | Melk           | Südliches Waldviertel  | Markt- gemeinde | ja   | Gem.Kennz.: 31546 |
| Ybbs an der Donau       |      | 5.644 | 23,83 | 237      | Melk           | Five4You               | Stadt- gemeinde | ja   | Gem.Kennz.: 31549 |
| Yspertal                |      | 2.006 | 47,67 | 42       | Melk           | Südliches Waldviertel  | Markt- gemeinde | ja   | Gem.Kennz.: 31552 |
| Zelking-Matzleinsdorf   |      | 1.200 | 21,20 | 57       | Melk           | Melktal                | Gemeinde        | ja   | Gem.Kennz.: 31550 |

### Gemeindeänderungen ab 1945
8. Dezember 1951
- Umbenennung der Gemeinde Ybbs in Ybbs an der Donau

14. August 1956
- Umbenennung der Gemeinde Isper in Ysper

1. Jänner 1966
- Vereinigung der Gemeinden Heinrichsberg, Kilb, Rametzberg, Teufelsdorf und Umbach zur Gemeinde Kilb
- Vereinigung der Gemeinden Arndorf, Bruck am Ostrong und Mürfelndorf zur Gemeinde Neukirchen am Ostrong
- Vereinigung der Gemeinden Pöllendorf und Ritzengrub zur Gemeinde Ritzengrub
- Vereinigung der Gemeinden Grimmegg und St. Leonhard am Forst zur Gemeinde St. Leonhard am Forst

1. Jänner 1967
- Vereinigung der Gemeinden Artstetten, Fritzelsdorf, Hart, Nussendorf, Payerstetten und Pöbring zur Gemeinde Artstetten-Pöbring
- Vereinigung der Gemeinden Hürm und Siegendorf zur Gemeinde Hürm
- Vereinigung der Gemeinden Kälberhart und Mank zur Gemeinde Mank
- Vereinigung der Gemeinden Kehrbach, Kollnitz, Münichreith am Ostrong und Rappoltenreith zur Gemeinde Münichreith am Ostrong
- Vereinigung der Gemeinden Aschelberg, Pöggstall und Pömmerstall zur Gemeinde Pöggstall
- Vereinigung der Gemeinden Kapelleramt und Ysper zur Gemeinde Yspertal

1. Jänner 1968
- Vereinigung der Gemeinden Landfriedstetten und Ratzenberg zur Gemeinde Bergland
- Vereinigung der Gemeinden Emmersdorf an der Donau, Hofamt und Mödelsdorf zur Gemeinde Emmersdorf an der Donau
- Vereinigung der Gemeinden Schrattenbruck und Spielberg zur Gemeinde Spielberg-Schrattenbruck

1. Jänner 1969
- Vereinigung der Gemeinden Mannersdorf, Neudorf, Raxendorf, Troibetsberg und Zeining zur Gemeinde Heiligenblut-Raxendorf (ab 4. März 1969 Raxendorf)
- Vereinigung der Gemeinden Gottsdorf und Persenbeug zur Gemeinde Persenbeug-Gottsdorf
- Vereinigung der Gemeinden Loiberdorf und Pöggstall zur Gemeinde Pöggstall
- Vereinigung der Gemeinden Filsendorf, Mollendorf, Seiterndorf und Weiten zur Gemeinde Weiten

11. Februar 1969
- Umbenennung der Gemeinde Golling in Golling an der Erlauf

1. Jänner 1970
- Vereinigung der Gemeinden Altenmarkt im Ysperthale und Yspertal zur Gemeinde Altenmarkt-Yspertal
- Vereinigung der Gemeinden Hainberg und Hürm zur Gemeinde Hürm
- Vereinigung der Gemeinden Grabenegg, Ockert, Rainberg und Ruprechtshofen zur Gemeinde Ruprechtshofen
- Vereinigung der Gemeinden Aichbach und St. Leonhard am Forst zur Gemeinde St. Leonhard am Forst
- Vereinigung der Gemeinden Karlsbach und St. Martin im Ybbsfelde zur Gemeinde St. Martin-Karlsbach
- Vereinigung der Gemeinden Aggsbach Dorf und Schönbühel an der Donau zur Gemeinde Schönbühel-Aggsbach

1. Jänner 1971
- Vereinigung der Gemeinden Gansbach, Gerolding, Kicking und Mauer bei Melk zur Gemeinde Dunkelsteinerwald
- Vereinigung der Gemeinden Emmersdorf an der Donau, Goßam und Rantenberg zur Gemeinde Emmersdorf an der Donau
- Vereinigung der Gemeinden Hürm und Inning zur Gemeinde Hürm
- Vereinigung der Gemeinden Kettenreith und Kilb zur Gemeinde Kilb
- Vereinigung der Gemeinden Lehen und Leiben zur Gemeinde Leiben
- Vereinigung der Gemeinden Großaigen und Mank zur Gemeinde Mank
- Vereinigung der Gemeinden Auratsberg, Krummnußbaum an der Donauuferbahn und Marbach an der Donau zur Gemeinde Marbach an der Donau
- Vereinigung der Gemeinden Melk und Spielberg-Schrattenbruck zur Gemeinde Melk
- Vereinigung der Gemeinden Pöggstall und Würnsdorf zur Gemeinde Pöggstall
- Vereinigung der Gemeinden Anzendorf und Schollach zur Gemeinde Schollach
- Vereinigung der Gemeinden Säusenstein und Ybbs an der Donau zur Gemeinde Ybbs an der Donau
- Vereinigung der Gemeinden Matzleinsdorf und Zelking zur Gemeinde Zelking-Matzleinsdorf

1. Jänner 1972
- Vereinigung der Gemeinden Bergland, Gumprechtsberg und Holzing zur Gemeinde Bergland
- Vereinigung der Gemeinden Leiben und Weitenegg zur Gemeinde Leiben
- Vereinigung der Gemeinden Laimbach am Ostrong und Münichreith am Ostrong zur Gemeinde Münichreith-Laimbach
- Vereinigung der Gemeinden Ornding und Pöchlarn zur Gemeinde Pöchlarn
- Vereinigung der Gemeinden Neukirchen am Ostrong, Pöggstall und Weinling zur Gemeinde Pöggstall
- Vereinigung der Gemeinden Plankenstein, St. Gotthard und Texing zur Gemeinde Texingtal
- Vereinigung der Gemeinden Altenmarkt-Yspertal und Wimberg zur Gemeinde Yspertal

1. Jänner 1980
- Vereinigung der Gemeinden St. Leonhard am Forst und Ritzengrub zur Gemeinde St. Leonhard am Forst[2]